# Campionati del mondo di ciclocross 1951
I Campionati del mondo di ciclocross 1951 si svolsero a Lussemburgo, in Lussemburgo, il 18 febbraio.

## Medagliere
| Pos.   | Nazione | Oro | Argento | Bronzo | Totale |
| ------ | ------- | --- | ------- | ------ | ------ |
| 1      | Francia | 1   | 1       | 1      | 3      |
| Totale | Totale  | 1   | 1       | 1      | 3      |

## Sommario degli eventi
| Eventi         | Oro                    | Tempo    | Argento                 | Tempo   | Bronzo               | Tempo   |
| Uomini         |                        |          |                         |         |                      |         |
| Elite dettagli | Roger Rondeaux Francia | 1:05'57" | André Dufraisse Francia | a 2'01" | Pierre Jodet Francia | a 3'51" |